# C 218 (spoorrijtuig)

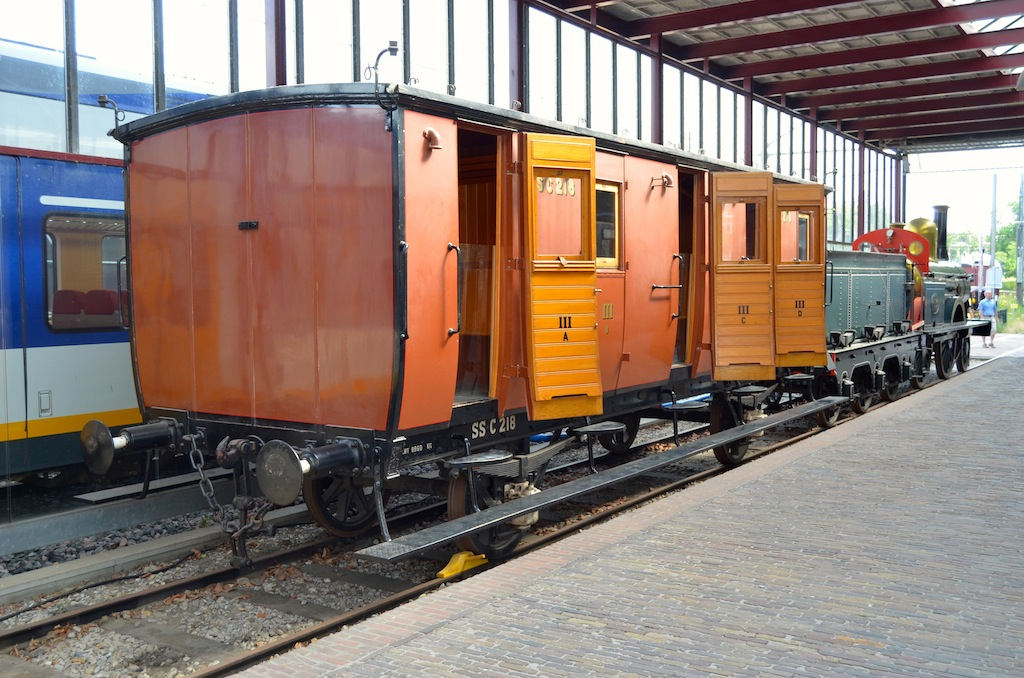
Rijtuig SS C 218 in het Nederlands Spoorwegmuseum..

Rijtuig C 218 werd gebouwd in 1874 voor de Nederlandse Staatsspoorwegen door de Koninklijke Fabriek van Rijtuigen en Spoorwagens J.J. Beijnes te Haarlem. Het tweeassige rijtuig is acht meter lang en heeft vijf coupés met ieder tien zitplaatsen.

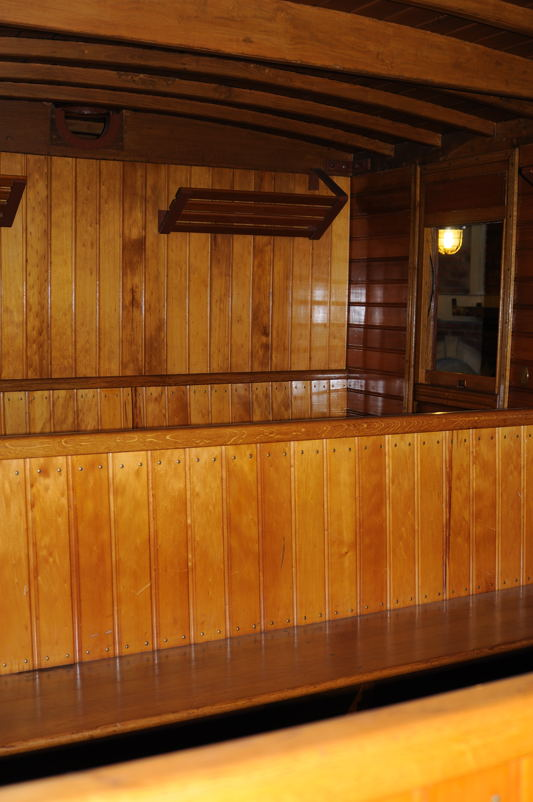
Interieur van het SS rijtuig C 218.

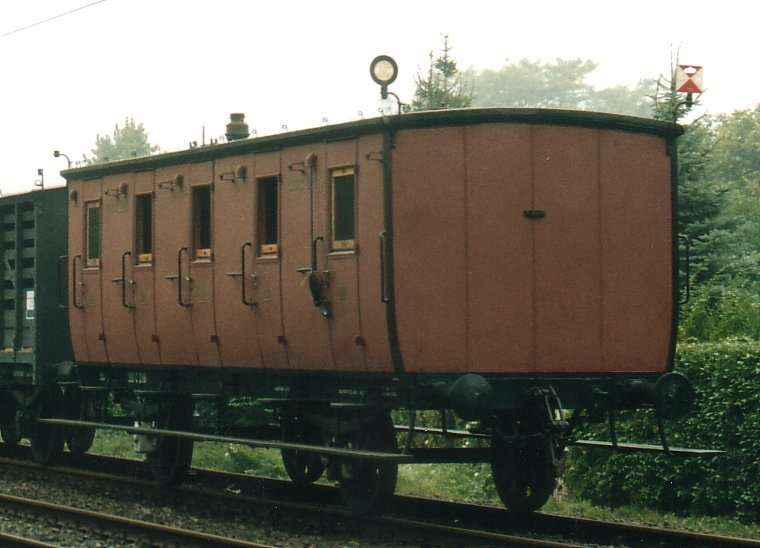
SS rijtuig C 218 tijdens materieelverplaatsing voor de aanstaande verbouwing van het Nederlands Spoorwegmuseum in Utrecht.

De rugleuningen van de houten banken zijn niet alle tot het plafond doorgetrokken. Hierdoor was het mogelijk om slechts met twee olielampen het hele rijtuig te verlichten. In 1892 kreeg het rijtuig gasverlichting, kort daarop werd er ook verwarming aangebracht. Deze verwarming werkte op stoom van de treinlocomotief.
Dit rijtuig is het oudst bewaarde personenrijtuig van Nederland en behoort tot de collectie van het Nederlands Spoorwegmuseum te Utrecht.